# Pabellón Fernando Martín
El Pabellón Polideportivo Municipal Fernando Martín és un poliesportiu de Fuenlabrada, Comunitat de Madrid, Espanya. Inaugurat el setembre de 1991, el recinte té una capacitat de 5.100 persones. S'utilitza principalment per a disputar partits de bàsquet i és on juga com a local el Baloncesto Fuenlabrada.
Durant la fase de grups de la temporada 1991-92 de l'Eurolliga, el pavelló va acollir els partits com a local del club serbi KK Partizan, que tenia prohibit per la FIBA jugar els seus partits de casa a causa de la Guerra dels Balcans.
Rep el seu nom del jugador de bàsquet Fernando Martín Espina.